# Australoechemus
Australoechemus Schmidt & Piepho, 1994 è un genere di ragni appartenente alla famiglia Gnaphosidae.

## Distribuzione
Le 2 specie note di questo genere sono diffuse nelle isole Capo Verde.

## Tassonomia
Le caratteristiche di questo genere sono state ben determinate dall'analisi degli esemplari tipo A. oecobiophilus Schmidt & Piepho, 1994.
Non sono stati esaminati esemplari di questo genere dal 2007.
Attualmente, ad aprile 2015, si compone di 2 specie:
- Australoechemus celer Schmidt & Piepho, 1994[2] — isole Capo Verde
- Australoechemus oecobiophilus Schmidt & Piepho, 1994 — Brasile